# شيلدبرايش 2015
شيلدبرايش 2015 (بالإنجليزية: 2015 Scheldeprijs)‏ هو سباق دراجات هوائية أقيم بتاريخ 8 أبريل 2015، تكون السباق من 1 مراحل وامتدّ لمسافة 204.2 كم بسرعة 45.3 كم/س، استغرق السباق 4 ساعة 30 دقيقة 10 ثانية. فاز به النرويجي ألكسندر كريستوف.

## الترتيب
| م                     | الدرّاج          | البلد   | الزمن                    |
| --------------------- | --------------- | ------- | ------------------------ |
| الفائز بالترتيب العام | ألكسندر كريستوف | النرويج | 4 ساعة 30 دقيقة 10 ثانية |

## روابط خارجية
- شيلدبرايش 2015 على موقع إحصائيات الدراجات الإحترافية (الإنجليزية)